# The Jerk
The Jerk is een Amerikaanse filmkomedie onder regie van Carl Reiner.

## Verhaal
Navin is een naïeve, blanke jongeman die opgroeit bij een zwart gezin in Mississippi. Op zijn achttiende verjaardag krijgt hij te horen dat hij is geadopteerd. Hij besluit vervolgens de wereld rond te trekken. Al snel maken mensen misbruik van zijn naïviteit.

## Rolverdeling
| Acteur            | Personage            |
| ----------------- | -------------------- |
| Steve Martin      | Navin R. Johnson     |
| Bernadette Peters | Marie Kimble Johnson |
| Bill Macy         | Stan Fox             |
| M. Emmet Walsh    | Madman               |
| Dick O'Neill      | Frosty               |
| Carl Gottlieb     | Iron Balls McGinty   |
| Carl Reiner       | Carl Reiner          |